# Лоррен Шембрі Орланд
Лоррен Шембрі Орланд (мальт. Lorraine Schembri Orland, нар. 20 вересня 1968 в Дубліні) — мальтійська юристка та суддя Європейського суду з прав людини.

## Біографія
Лоррен Шембрі Орланд здобула ступінь доктора права в 1981 році та ступінь магістра юриспруденції з європейського права в 1996 році в Університеті Мальти. Із 1988 до 1990 року вона працювала як обраний член Виконавчого комітету Міжнародної жіночої ради. В період 1991-1993 вона брала участь у підготовці законодавчих і конституційних реформ (розпочатих у зв'язку із приєднанням Мальти до Конвенції про ліквідацію всіх форм дискримінації щодо жінок), необхідних щоб прибрати з мальтійських законів норми, що були дискримінацією за статтю. Вона також займала посади в Європейській жіночій раді, Мальтійському національному консультаційному комітеті з біоетики та Наркологічному реабілітаційному центрі Сан-Блас.
В 2012 році тодішній прем'єр-міністр Лоренс Гонзі призначив Лоррен Шембрі Орланд суддею, і в цій ролі вона розглядала деякі з таких значних історичних справ, як "X vs Attorney General and Commissioner of Police" (в якій вона постановила що Мальта порушувала права людини через систематичні збої в процедурах, прийнятих поліцією для розслідування та судового переслідування випадків домашнього насильства). По справі "Marie Therese Cuschieri vs Attorney General" Конституційний суд мальти під головуванням Шембрі Орланд вирішив що законодавча вимога, згідно з якою жінки повинні надавати інформацію про свій сімейний стан в актах купівлі-продажу майна, є дискримінаційною та неконституційною.
20 вересня 2019 Лоррен Шембрі Орланд розпочала виконувати обов'язки судді Європейського суду з прав людини і стала першою жінкою-мальтійкою на цій посаді. Парламентська асамблея Ради Європи вибрала її з поміж трьох кандидатів запропонованих мальтійським урядом. Іншими двома були Вікторія Буттіджедж та Абігейл Лофаро.